# Pierre-Édouard Lémontey

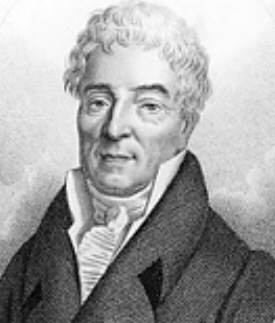
Pierre-Édouard Lémontey

Pierre-Édouard Lémontey (* 14. Januar 1762 in Lyon; † 26. Juni 1826 in Paris) war ein französischer Gelehrter, Schriftsteller und Librettist sowie Historiker.
Pierre-Édouard Lémontey studierte Rechtswissenschaft und trug bei der Zusammenberufung der Generalstände 1789 durch eine kleine Schrift wesentlich dazu bei, dass den Protestanten die bürgerlichen Rechte zurückgegeben wurden.
Während der Schreckensherrschaft hielt er sich in der Schweiz auf und kehrte erst 1795 nach dem Sturz der Bergpartei nach Frankreich zurück. Er wurde später Chef der Theaterzensur, 1819 in die Académie française aufgenommen.
Unter seinen Opern machte Palma, ou le Voyage en Grèce während der Revolution großes Glück; von seinen übrigen Schriften sind hervorzuheben der in Sternes Geist geschriebene Roman Irons-nous à Paris ? ou la famille du Jura (1804) und der Essai sur l’établissement monarchique de Louis XIV (1818), ein Vorläufer seiner trefflichen Histoire de la Régence et de la minorité de Louis XV jusqu’au ministère du cardinal de Fleury (1832, 2 Bde.), welche aber erst nach der Julirevolution gedruckt werden durfte. Eine Sammlung seiner „Œuvres“ erschien 1829 zu Paris in 5 Bänden.